# Šrilanka
Šrilanka (singalsko ශ්රී ලංකා, Šri Lamka, [ˌɕriːlaŋkaː]; tamilsko இலங்கை, Ilankai) do leta 1972 Cejlon (od tedaj Demokratična socialistična republika Šrilanka), je otoška država v Indijskem oceanu, 237 km (zahodna obala) vzhodno od južne konice indijske podceline in ima 20,8 milijona prebivalcev. Najkrajša razdalja med Indijo (Kodiyakkarai) in Šrilanko (Munasal) je 54,8 km.
Zaradi svoje lege je otok predstavljal strateško pomorsko središče med južno in vzhodno Azijo od antike do sodobnega časa. Jug in območja okoli Anuradhapure so centri starodavnega budizma, medtem ko so severu in vzhodu hindujski tempeljski kompleksi. Danes je država multi-verska in multi-etnična država, v kateri so poleg budizma in hinduizma še krščanstvo in islam pomembni religiji. Singalci sestavljajo večino prebivalstva. Tamilci so največja manjšina. Druge etnične manjšine so Mavri, Malajci, Burgerji in šrilanški domorodci, Veda.
Šrilanka je znana po proizvodnji in izvozu čaja (Cejlon), kave, kavčuka in kokosovega olja. Otok je zaradi svoje lepote in bogate kulturne dediščine (kot je ajurveda, tradicionalna zdravilska umetnost) priljubljena turistična destinacija.
Šrilanki so vladala različna krajevna kraljestva že več kot dve tisočletji, dokler v 16. stoletju niso večji del otoka kolonizirali Portugalci in nato Nizozemci. Samo Kandijsko kraljestvo v visokogorju otoka se je lahko uveljavilo proti kolonizatorjem. Leta 1815 pa je cela država končno postala del britanskega imperija. Med drugo svetovno vojno je Šrilanka služila zaveznicam kot strateško pomembna baza v boju proti japonskemu imperiju. Od začetka dvajsetega stoletja so se povečala prizadevanja za neodvisnost. Leta 1948 je po miroljubnih pogajanjih Šrilanka postala neodvisna od Britancev. Za razliko od večine tretjih držav je od osamosvojitve obstajal stabilen in demokratičen sistem, čeprav so bila še vedno trenja med večinskim singalskim prebivalstvom in manjšino Tamilcev. Med letoma 1983 in 2009 je potekala državljanska vojna med tamilskimi separatisti in prevladujočo singalsko centralno vlado, kar je zahtevalo številne smrtne žrtve, zlasti civilnega prebivalstva. Zločini za človekove pravice državljanske vojne se še vedno ne ukvarjajo samostojno. Med leti 2005 in 2015 je bil predsednik države predsednik države Mahinda Radžapaksa in je vladal avtoritarno. Januarja 2015 je predsednik postal Maithripala Sirisena, ki je obljubil odstop od avtoritarnosti.

## Etimologija
V antiki je bila Šrilanka popotnikom poznana pod različnimi imeni. V skladu z Mahavamso (zgodovinska pesem) je legendarni princ Vidžaja poimenoval deželo Tambapanni (bakreno rdeče roke ali bakreno rdeča zemlja), ker so bile roke njegovih privržencev »pordele od rdeče zemlje območja«. V hindujski mitologiji, kot je Ramajana, je bil otok imenovan Lankā ('otok'). Tamilski izraz Eelam (Tamilsko ஈழம், translit. īḻam) je v stari tamilski Sangam literaturi označeval celoten otok.
Starogrška geografi so jo imenovali Taprobanā (stara grščina: Ταπροβανᾶ) ali Taprobanē (Ταπροβανῆ) iz besede Tambapanni. Perzijci in Arabci so jo imenovali kot Sarandīb (izvor besede »serendipity«) iz besede Cerentivu. Ceilão, ime za Šrilanko, ki so jo imenovali v Portugalskem imperiju, ko so prišli leta 1505, [25], transliterirana v angleščino kot Ceylon. Kot britanska kronska kolonija je bil otok znan kot Ceylon; Bil je dominion Ceylon leta 1948.
Država je sedaj znana v singalščini kot Śrī Laṃkā (singalsko ශ්රී ලංකා) in v tamilščini kot Ilaṅkai (tamilsko இலங்கை, IPA: [ilaŋɡai]). Leta 1972 se je njeno formalno ime spremenilo v »Svobodna, suverena in neodvisna republika Šrilanka«. Leta 1978 se je spremenila v »Demokratično socialistično republiko Šrilanko«. Ker je ime Cejlon še vedno prikazano v imenih številnih organizacij, je vlada Šrilanke v letu 2011 napovedala načrt za preimenovanje vseh, nad katerimi ima pooblastilo.

## Zgodovina

### Prazgodovina
Prazgodovina Šrilanke sega nazaj 125.000 let in morda tudi že 500.000 let. Era se razteza od paleolitika, mezolitika in zgodnje železne dobe. Med paleolitskimi naselji, odkritimi na Šrilanki, so najbolj pomembna Pahiyangala (poimenovana po kitajskem popotniku menihu Faxianu), ki nazaj sega do 37.000 pred sedanjostjo, Batadombalena (28.500 pred sedajostjo) in Belilena (12.000 pred sedanjostjo). V teh jamah so arheologi našli ostanke anatomsko modernih ljudi, ki so jih imenovali Balangodski človek (Homo sapiens balangodensis) in druge predmete, ki dokazujejo, da so se lahko ukvarjali s kmetijstvom in imeli udomačene pse.
Eno prvih pisnih omemb otoka se nahaja v indijskem epu Ramajana, ki navaja podrobnosti o kraljestvu z imenom Lanka, ki ga je ustvaril božji kipar Višvakarman (je personifikacija ustvarjanja in abstraktna oblika ustvarjalca Boga po Rigvedi, zavetnik inženirjev, obrtnikov in arhitektov) za Kubero, gospodarja bogastva.. Rečeno je, da gre za mitični leteči stroj z imenom Dandu Monara.
Zgodnji prebivalci Šrilanke so bili verjetno predniki ljudstva Vedda, okoli 2500 avtohtonih prebivalcev sodobne Šrilanke. Irski zgodovinar James Emerson Tennent iz 19. stoletja, je postavil teorijo za Galle, mesta na jugu Šrilanke, ki je staro pristaniško mesto Taršiš, iz katerega naj bi kralj Salomon odpeljal slonovino, pave in druge dragocenosti.

### Obdobje pred Anuradhapuro
Po Mahawamsi, kroniki, napisani v jeziku Pāḷi, so bili prvotni prebivalci Šrilanke Jakšas in Nagas. Na Šrilanki so odkrili stara grobišča, ki so bila uporabljena pred 600 pr. n. št. in druge znake prisotnosti civilizacij . Singalska zgodovina se tradicionalno začne leta 543 pr. n. št. s prihodom princa Vidžaja, pol legendarni princ, ki je prijadral s 700 privrženci na Šrilanko, po tem ko je bil izgnan iz Kraljestva Vanga (v današnji Bengaliji). Ustanovil je kraljestvo Tambapanni, blizu današnjega Manarja. Vidžaja (Singha) je prvi od približno 189 avtohtonih monarhov Šrilanke, opisanih v kronikah, kot so Dipavamsa, Mahāvaṃsa, Cūḷavaṃsa in Rājāvaliya. Šrilanška dinastična zgodovina se je končala leta 1815, ko je država postala del britanskega imperija.

### Obdobje Anuradhapura
Anuradhapursko kraljestvo je bilo ustanovljeno leta 380 pred našim štetjem v času vladavine Pandukabhaya Anuradhapurskega. Nato je Anuradhapura služila kot glavno mesto države skoraj 1400 let. Starodavni Šrilančani so sloveli pri gradnji določene vrste struktur kot so vodni zbiralniki, dagobe in palače. Družba je doživela veliko preobrazbo v času vladavine Devanampiya Tissa, s prihodom budizma iz Indije. Leta 250 pred našim štetjem, je Mahinda, sin Maurijskega cesarja Ašoka in bikšu (bhikkhu - budistični menih), ki je prišel v Mihintale in prinesel sporočilo budizma. Njegovo poslanstvo je bilo zmagati pri monarhu, ki je sprejel vero in jo nato širil med singalsko prebivalstvo.
Naslednja kraljestva so ohranila veliko število budističnih šol in samostanov in podpirala širjenje budizma v drugih državah v jugovzhodni Aziji. Šrilanški menihi so študiral v Indiji na slavni antični budistični univerzi v Nalandi, ki jo je uničil Bahtijar Kilji. Verjetno je, da je mnogo svetih spisov iz samostana Nalanda ohranjenih v številnih samostanih Šrilanke in ta pisna oblika Tipitaka, vključno singalska budistična literatura, je bila del univerze v samostanu Nalanda. Leta 245 pred našim štetjem, je bikšuni Sangamita prišel z Jaya Sri Maha Bodi drevesom, ki velja za sadiko zgodovinskega drevesa Bodi, pod katerim je Buda našel Resnico. Je najstarejše drevo na svetu, ki ga je posadil človek. (Bodhivamsa).
Invazije
Šrilanka je prvič doživela tujo invazijo v času vladavine Suratise, ki sta ga porazila dva prodajalca konj, imenovana Sena in Guttika iz Južne Indije. Naslednja invazija je prišla takoj leta 205 pr. n. št. s kraljem Čole po imenu Elara, ki je premagal Asela iz Anuradhapure in vladal državi 44 let. Dutugemunu, najstarejši sin južno regionalnega pod-kralja, Kavan Tissa, je v bitki pri Vijithapuri premagal Elaro. Zgradil je Ruwanwelisaya, drugo stupo v starodavni Šri Lanki in Lovamahapajo.
V dveh in pol tisočletju obstoja so sosednje južnoazijske dinastije, kot so Čola, Pandja, Čera in Palava, vsaj osemkrat napadle šrilanško kraljestvo. Ti okupatorji so se vseskozi vračali. Prišli so tudi iz kraljestva Kalinga (sodobna Orisa) in tudi iz Malezijskega polotoka. Kala Wewa in kip Avukana Buda sta bila zgrajena v času vladavine Datusena iz Anuradhapure.
Četrti budistični svet
Četrti budistični svet teravadskega budizma je potekal v samostanu Anuradhapura Maha Viharaya pod pokroviteljstvom Valagambe iz Anuradhapura leta 25. pr. n. št.. Svet je bil odgovor na leto, v katerem je bila žetev na Šrilanki še posebej slaba, številni budistični menihi pa so umrli zaradi lakote. Ker je bil Pāli kanon (zbirka tekstov teravadske budistične tradicije, ohranjena v jeziku pali) ohranjen le v ustnem izročilu dhammabhāṇakas - recitatorjev darme, so preživeli menihi prepoznali nevarnost nezapisanega kanona za poznejše generacije, in bil izgubljen, če bi oni umrli. 
Po tem Svetu so bili rokopisi na palmovih listih, ki so vsebovali kanon odneseni v Burmo, na Tajsko, v Kambodžo in Laos.
Pozno obdobje
Šrilanka je bila prva azijska država, za katero je znano, da je imela žensko za vladarja: Anula iz Anuradhapura (vladala 47-42 pr. n. št.) . Šrilanški monarhi so izvedli nekaj izjemnih gradbenih projektov: kot Sigirija, tako imenovana »trdnjava na nebu«, zgrajena v času vladavine Kašjapa I. iz Anuradhapure, ki je vladal med 477 in 495. Kamnita trdnjava Sigirija je obdana s široko mrežo obzidij in jarkov. V tem zaščitnem prostoru so bili vrtovi, ribniki, paviljoni, palače in druge strukture.
1600-letne freske Sigirije so primer najstarejše šrilanške antične umetnosti. So med najbolj ohranjenimi primeri starodavnega urbanega načrtovanja na svetu. Unesco jih je razglasil za eno od sedmih mest svetovne dediščine na Šrilanki. Med drugimi strukturami, veliki rezervoarji, ki so pomembni za ohranjanje vode v ozračju z deževnico v suhi sezoni in vodovodi, nekateri z naklonom en palec na kilometer, so najbolj opazni. Biso Kotuwa, posebna zgradba znotraj jezu, je tehnološki čudež, ki temelji na natančni matematiki, ki omogoča držati pritisk naj jez na minimumu.
Starodavna Šrilanka je bila prva država na svetu, ki je v 4. stoletju ustanovila bolnišnico v Mihintalu. Bila je vodilni izvoznik cimeta v starodavnem svetu. Ohranjala je tesne vezi z evropskimi civilizacijami, vključno z Rimskim imperijem. Na primer, Bhatikabhaya (22 pr. n. št. - 7 n. št.) je poslal odposlanca v Rim, ki je prinesel nazaj rdeče korale, ki so bile uporabljene za dovršen mrežast okras za Ruwanwelisaya. Poleg tega so bili šrilanški moški plesalci priča uboju Kaligule. Ko je kraljica Kleopatra VII. poslala svojega sina Cezariona v skrivališče, je odšel na Šrilanko.
Upasampada bhikkhunis (budistične redovnice) so prve prispele na Kitajsko, ko je Devasāra in deset drugih bikšuni prišlo iz Šrilanke na zahtevo kitajskih žensk in ustanovile red leta 429.

### Polonnaruwa in prehodno obdobje
Srednjeveško obdobje Šrilanke se začne s padcem Anuradhapurskega kraljestva. V letu 993 je invazija cesarja Rajaraje I. iz Čola prisilila, da je takratni šrilanški vladar Mahinda V. zbežal v južni del Šrilanke. Rajendra I., sin Rajaraja I., je izkoristil to situacijo in začel je veliko invazijo leta 1017. Mahinda V. je bil ujet in odpeljan v Indijo, Čoli pa so opustošili mesto Anuradhapura. Kasneje so prestavili glavno mesto v Polonnaruwa.
To je bil konec dveh velikih dinastij stare Šrilanke, Morija in Lambakanna. Po sedemnajst let dolgi kampanji, Vijajabahu I. leta 1070 uspešno prežene Čole iz Šrilanke, ponovno združi državo prvič po več kot stoletju. Na njegovo zahtevo so bili posvečeni menihi poslani iz Burme na Šrilanko, da ponovno vzpostavijo budizem, ki je v času vladavine Čolov skoraj izginil iz države. V srednjem veku je bila Šrilanka razdeljena na tri sub-ozemlja in sicer Ruhunu, Pihiti in Mayo.
Šrilanški namakalni sistem, ki se je v veliki meri razširil v času vladavine Parakramabahuja Velikega (1153-1186). To obdobje se šteje za čas, ko je bila Šrilanka na najvišji ravni. Zgradil je 1470 rezervoarjev - največ v zgodovini Šrilanke - popravljeno je bilo 165 jezov, 3910 kanalov, 163 večjih rezervoarjev in 2376 mini rezervoarjev. Njegova najbolj znana gradnja je Parakrama Samudra, največji namakalni projekt srednjeveške Šrilanke. Parakramabahova vladavina je nepozabna po dveh glavnih akcijah - na jugu Indije kot del Pandjan nasledstvene vojne in kazenski napad na kralja Ramanna (Mjanmar) za različne domnevne žalitve Šrilanke.
Po njegovi smrti je moč Šrilanke postopoma razpadla. V letu 1215 se je Kalinga Magha, verjetno južno indijskega izvora, opredelil kot ustanovitelj kraljestva Jafna, napadel in osvojil kraljestvo Polonnaruwa. Priplul je iz Kalinga  690 navtičnih milj na 100 velikih ladjah z 24.000 možmi. Za razliko od prejšnjih napadalcev je ropal, plenil in uničil vse, kar je ostalo os stare Anuradhapure in kraljestva Polonnaruwa neodkrito. Njegova prednostna naloga je bila čim več izvleči iz zemlje in obrniti čim več tradicije Rajarata. V času njegove vladavine so mnogi avtohtoni Singalci migrirali na jug in zahod Šrilanke in v gorsko notranjost, da bi pobegnili pred njegovo močjo.
Šrilanka si ni nikoli resnično opomogla od vpliva invazije Kalinga Magha. Kralj Vidžajabâhu III., ki je vodil upor, je prenesel kraljestvo v Dambadeniya. Sever je v tem času sčasoma prešel v kraljestvo v Jafna. To ni bilo nikoli pod nadzorom nobenega kraljestva z juga, razen ob eni priložnosti; leta 1450, po osvojitvi kralja Parâkramabâhuja VI. sina, princa Sapumala. Vladal je severu od leta 1450 do 1467.
Naslednja tri stoletja začenši od 1215 je zaznamovala pisana množica kraljestev v južni in osrednji Šrilanki, vključno Dambadeniya, Yapahuwa, Gampola, Raigama, Kotte, Sitawaka in na koncu Kandy. Kitajski admiral Zheng He in njegove pomorske ekspedicijske sile je pristal pri kraju Galle leta 1409 in zmagal v boju z lokalnim kraljem. Zheng He je zajel lokalnega kralja in ga kasneje izpustil. [80] [81] [82] [83] Zheng He je postavil v Galle trojezičen napis, kamnito tablo v kitajskem, tamilskem in perzijskem jeziku, v spomin na svoj obisk. Stelo je leta 1911 odkril S. H. Thomlin v Galleju in je zdaj shranjena v Narodnem muzeju Kolombu.

### Kandijsko obdobje
Zgodnji novi vek Šrilanke se začne s prihodom portugalskega vojaka in raziskovalca Lourenço de Almeida, sina Francisca de Almeida, leta 1505. Leta 1517 je Portugalska zgradila utrdbo v pristanišču mesta Kolombo in postopoma razširila svoj nadzor na obalna območja. Leta 1592, po desetletjih prekinitev vojskovanja s Portugalci, je Vimaladharmasuriya I. preselil svoje kraljestvo v mesto Kandi, lokacijo, za katero je mislil, da bo varna pred napadi. Leta 1619, podleže napadu Portugalcev neodvisno Džafna kraljestvo.
V času vladavine Rajasinghe II. so na otok prišli nizozemski raziskovalci. Leta 1638 je kralj podpisal pogodbo z nizozemsko Vzhodnoindijsko družbo, da bi se znebil Portugalcev, ki so vladali večini obalnih območij. Sledila je nizozemsko-portugalska vojna, Nizozemska je zmagala, Kolombo je padel v nizozemske roke leta 1656. Mirovna pogodba je bila podpisana leta 1638. Etnična skupina imenovana Burgher, ki se je pomešala v šrilanško družbo je rezultat nizozemske vladavine.
Kandijsko kraljestvo je bila zadnja neodvisna monarhija Šrilanke. Leta 1595 Vimaladharmasurya prinesel relikvije Budovega zoba - tradicionalni simbol kraljeve in verske oblasti med Singalci - v Kandi in zgradil tempelj Sri Dalada Maligawa (Tempelj Budovega zoba). Kljub občasnih spopadih z Evropejci, je kraljestvo preživelo. Nasledstvena kriza se je pojavila v Kandiju po smrti kralja Vira Narendrasinha leta 1739. Bil je poročen s telugu govorečo princeso Nayakkar iz južne Indije (Madurai) in bil brez otrok.
Sčasoma, s podporo bikšunija Weliwita Sarankara, je krona prešla na brata ene od Narendrasinhovih princes, s pogledom na pravico Unambuwe Bandara - do lastnega sina Narendrasinha s singalsko priležnico. Novega kralja je pozneje tega leta kronal Šri Vidžaja Rajasinha. Kralji dinastije Nayakkar so sprožili številne napade na nizozemska nadzorovana območja, ki so se izkazali za neuspešne.

### Britanska vladavina
V času napoleonskih vojn je zaradi strahu, da bi Francoski nadzor nad Nizozemsko morda prinesel Šrilanki Francoze, Velika Britanija z nekaj težavami leta 1796 zasedla obalna območja na otoku (ki so ga imenovali Cejlon). Dve leti kasneje je leta 1798 Sri Rajadhi Rajasinha, tretji od štirih kraljev Nayakkarja na Šrilanki, umrl zaradi vročine. Po njegovi smrti je bil kronan njegov nečak, osemnajstletni Kannasamy. Mladi kralj, ki se je zdaj imenoval Šri Vikrama Rajasinha, se je leta 1803 soočil z britansko invazijo, vendar jo je uspešno odvrnil.
Do takrat je bilo celotno obalno območje v skladu s pogodbo iz Amiensa pod Britansko vzhodnoindijsko družbo. 14. februarja 1815 so Kandy zasedli Britanci v drugi kandijski vojni in končali neodvisnost Šrilanke. Sri Vikrama Rajasinha, zadnji domači monarh Šrilanke, je bil izgnan v Indijo. Kandijska konvencija je formalno odstopila celotno deželo britanskemu imperiju. Poskus šrilanških plemičev, da bi spodkopali britansko moč leta 1818 med uporom Uva, je pomiril guverner Robert Brownrigg.
Začetek sodobnega obdobja Šrilanke zaznamujejo Colebrooke-Cameronove reforme iz leta 1833. Uvedli so utilitarno in liberalno politično kulturo v državo, ki temelji na vladavini prava in združili kandijske in pomorske province pod enotno vlado. Ustanovljen je bil izvršni svet in zakonodajni svet, ki je postal temelj predstavniškega zakonodajalca. V tem času so bili poskusi z nasadi kavovca večinoma uspešni.
Kmalu je postala kava primarno izvozno blago Šrilanke. Padanje cen kave kot posledica depresije leta 1847 je ustavila gospodarski razvoj in poziv guvernerja za uvedbo vrste davkov na strelno orožje, pse, trgovine, čolni, itd. in za ponovno obliko rajakariya, zahteve za šest dni brezplačnega dela na cestah ali plačilo denarnega nadomestila. Tem ostrim ukrepom so nasprotovali domačini, in leta 1848 je prišlo do drugega upora. Uničujoča bolezen listov, Hemileia vastatrix, je napadla kavne nasade leta 1869 in v petnajstih letih uničila celotno industrijo. Britanci so hitro našli zamenjavo: opustitev kave, namesto tega so začeli obdelovati čajevec (Camellia sinensis). Proizvodnja čajevca na Šrilanki je uspevala v naslednjih desetletjih. Obsežne plantaže so se začele v začetku 20. stoletja.
Do konca 19. stoletja je nastal nov izobražen družbeni razred, ki je presegel tekmovanje in kaste, preko britanske civilne službe in civilne službe Cejlona ter pravnih, izobraževalnih in zdravstvenih poklicev. Novi voditelji so predstavili različne etnične skupine prebivalstva v Zveznem zakonodajnem svetu na ravni skupnosti. Budistični in hindujski revivalizem je reagiral proti krščanskim misijonarskim dejavnostim. Singalsko in tamilsko politično vodstvo je bilo izgubljeno.
Leta 1919 so se glavne krščanske in tamilske politične organizacije združile k oblikovanju Cejlonskega nacionalnega kongresa, pod vodstvom Monnambalam Arunachalama, s pritiskom kolonialnih vodij za bolj ustavne reforme. A brez množične podpore prebivalstva in z guvernerjevo spodbudo za »skupnostno zastopanje«, ki je ustvaril »sedež v mestu«, ki se je gibal med singalskim in tamilskim, je kongres izgubil zagon sredi 1920-ih.
Donoughmorske reforme iz leta 1931 so zavrnile komunalno zastopanost in uvedle splošno volilno pravico za odrasle. Ta korak je močno kritiziralo tamilsko politično vodstvo, ki je spoznalo, da bodo v novoustanovljenem državnem svetu Cejlona, ki je nasledil zakonodajni svet, postali manjšina. Leta 1937 je tamilski vodja G. G. Ponnambalam zahteval zastopanje 50-50 (50% za Singalce in 50% za druge etnične skupine) v Državnem svetu. Vendar pa te zahteve niso upoštevale Soulburyjeve reforme leta 1944-45.

### Sodobna Šrilanka
Soulburyjeva ustava je uvedla dominion, neodvisnost so razglasili 4. februar 1948. D. S. Senanayake je postal prvi predsednik vlade Cejlona. Vodje Tamilcev, vključno Ponnambalam in Arunachalam Mahadeva so pridružili svoj kabinet. Britanska kraljeva mornarica je ostala nameščena v Trincomaleeju do 1956. Vse ljudske demonstracije proti umiku obroka riža, znane kot Hartal 1953, so povzročile odstop premiera Dudleya Senanayaka.
S. W. R. D. Bandaranaike je bil izvoljen predsednik vlade leta 1956. Njegova triletna vladavina je imela velik vpliv na njegovo samooklicano vlogo »branilca oblegane Singalske kulture«. Predstavil je kontroverzni zakon o uradnem singalskem jeziku, kot edinem uradnem jeziku vlade. Čeprav leta 1958 delno korigiran, je predstavljal resno skrb za tamilsko skupnost, ki je zaznala v njem grožnjo za njihov jezik in kulturo.
Bandaranaika je leta 1959 umoril ekstremistični budistični menih.
Sirimavo Bandaranaike, vdova Bandaranaika, je nastopila mandat kot predsednica vlade leta 1960 in prestala poskus državnega udara leta 1962. V svojem drugem mandatu kot predsednica vlade, je ta sprožila socialistično ekonomsko politiko, krepitev vezi s Sovjetsko zvezo in Kitajsko, hkrati pa spodbujala politiko neuvrščenosti. Leta 1971 je Cejlon doživel marksistično vstajo, ki je bila hitro zatrta. Leta 1972 je država postala republika z imenom Šrilanka, ki je zavračala status dominiona. Singalski in tamilski voditelji so v sedemdesetih letih dvajsetega stoletja podprli novo militantno tamilsko vojsko. Sirimavina politika standardizacije za odpravo razlik, ustvarjenih pri univerzitetnem vpisu, ki je bila v bistvu ukrep za pomoč geografsko prikrajšanim študentom za pridobitev terciarne izobrazbe, posledica je bila zmanjšanje deleža tamilskih študentov na univerzitetni ravni in je delovala kot neposredni katalizator vzpona militantnosti. Atentat tamilskih tigrov na župana Džafne, Alfreda Duraiyappaha leta 1975 je označen kot krizna točka.
Vlada J. R. Jayawardene je prišla na oblast leta 1977 po zmagi nad nepriljubljeno enotno vlado. Jayawardene je uvedel novo ustavo, skupaj s prostim tržnim gospodarstvom in močnim izvršnim predsedstvom po vzoru Francije. Šrilanka je bila prva država južne Azije, ki je liberalizirala svoje gospodarstvo. Začetek leta 1983 zaznamujejo etnične napetosti, ki se kažejo v uporu proti vladi. Napad na 13 vojakov je julija 1983 povzročilo rasne nemire, kar je povzročilo, da je več kot 150.000 tamilskih civilistov zbežalo z otoka in prosilo za azil v drugih državah.
Napake v zunanji politiki so se poznale v Indiji, ki je okrepila Tigre z orožjem in usposabljanjem. Leta 1987 so podpisali sporazum Indo-Sri Lanka Accord in indijske mirovne sile so v severni Šrilanki stabilizirale regijo z nevtralizacijo tamilskih tigrov. Istega leta se je začel drugi upor v južni Šrilanki, ki je zahteval prerazporeditev mirovnih sil leta 1990. Oktobra 1990 so Tigri iz severne Šrilanke izgnali šrilanške mavre (muslimane po veroizpovedi). Leta 2002 sta vlada Šrilanke in Tunizija podpisali norveški sporazum o premirju, pri katerem je posredovala Norveška.
Od leta 1985 do leta 2006 so šrilanska vlada in tamilski uporniki brez uspeha imeli štiri kroge mirovnih pogovorov.
Azijski cunami leta 2004 je na Šrilanki ubil več kot 35.000 ljudi.
Leta 2009, pod predsedstvom Mahinde Radžapakse, je šrilanška vojska premagala Tamilske Tigre in ponovno določila nadzor nad celotno državo s strani šrilanške vlade. Na splošno je med 26-letnim konfliktom umrlo med 60.000 in 100.000 ljudi.
Štirideset tisoč tamilskih civilistov je bilo morda ubitih v zaključnih fazah šrilanške državljanske vojne, po mnenju strokovnega odbora generalnega sekretarja ZN Ban Ki-moona. Natančno število ubitih Tamilcev je še vedno špekulacija, ki potrebuje nadaljnje študije. Zadnja faza vojne je zahtevala 294.000 razseljenih ljudi.
Šrilanka je izšla iz svoje 26. letne vojne kot eno najhitreje rastočih gospodarstev na svetu.
Med 68. nacionalnim dnem praznovanja neodvisnosti Šrilanke 4. februarja 2016, je bila prvič od leta 1949 zapeta tamilska verzija himne Šrilanka Matha. Odpravo prepovedi tamilske različice je odobril predsednik Maithripala Sirisena (ki je dejal, da bi združil narod po skoraj 26-letni državljanski vojni) in drugi v vladi. Ta korak je bil obravnavan kot del načrta za spravo. Sprejeti so bili tudi drugi ukrepi poprave etnične delitve med singalsko večino in tamilsko manjšino.

## Geografija
Šrilanka leži na indijski tektonski plošči, plošči, ki je bila prej del Indo-avstralske plošče. Je v Indijskem oceanu jugozahodno od Bengalskega zaliva, med zemljepisno širino 5 ° in 10 ° severno ter dolżino 79 ° in 82 ° vzhodno. Šrilanka je ločena od celinskega dela indijske podceline z zalivom Mannar in prelivom - Palkov preliv. Po hindujski mitologiji je med indijsko podcelino in Šrilanko obstajal kopenski most. Zdaj je to samo še veriga čeri iz apnenca nad morsko gladino. Legende trdijo, da je bil prehoden peš do leta 1480, dokler cikloni niso poglobili kanala. Nekateri deli so še vedno globoki samo do 1 m, kar ovira plovbo. Otok je večinoma ravninski, z gričevnato obalno ravnico, gore pa se dvigajo le v južno-osrednjem delu. Najvišja točka je Pidurutalagala, ki doseže 2.524 m nadmorske višine
Šrilanka ima 103 reke. Najdaljša od teh je reka Mahaweli, ki je dolga 335 km. Na rekah je 51 naravnih slapov visokih 10 metrov ali več. Najvišji so slapovi Bambarakanda, z višino 263 metrov. Obala Šrilanke je dolga 1.585 km. Država je razglasila izključno ekonomsko cono razširjeno na 200 navtičnih milj, kar je približno 6,7-krat več od površine Šrilanke. Obalne in sosednje vode vsebujejo visoko produktivne morske ekosisteme, kot so obalni koralni grebeni in plitvo dno morske obale ter obalni estuariji.
Ob obali je 45 rečnih ustij in 40 lagun. Šrilanški mangrovski ekosistem obsega več kot 7.000 hektarjev in je imel ključno vlogo pri zadrževanju sile valov v cunamiju v Indijskem oceanu leta 2004. Otok je bogat z minerali, kot so ilmenit, glinenec, grafit, silicij, kaolin, sljuda in torij. Bil je potrjen obstoj nafte in plina v Manarskem zalivu, v teku je ekstrakcija obnovljivih količin.

### Podnebje
Podnebje je tropsko in toplo zaradi zmernih vplivov oceanskih vetrov. Od 17 °C na osrednjem visokogorju, kjer pozimi lahko zmrzuje, do največ 33 °C na drugih nizkih nadmorskih višinah. Povprečni temperaturni razpon je od 28 °C do skoraj 31 °C. Dnevne in nočne temperature so med 14 °C do 18 °C.
Na vzorec padavin vplivajo monsunski vetrovi iz Indijskega oceana in Bengalskega zaliva. »Mokra cona« in nekaj v smeri proti vetru obrnjenih pobočjih osrednjega višava prejmejo do 2.500 milimetrov dežja vsako leto, vendar zavetrna pobočja na vzhodu in severovzhodu pa le malo. Večino vzhoda, jugovzhoda in severa Šrilanke sestavlja »suha cona«, ki leži med 1.200 in 1.900 mm dežja letno.
Sušne severozahodne in jugovzhodne obale prejmejo najmanjšo količino dežja od 800 do 1.200 mm letno. Pojavljajo se občasne nevihte, včasih pa tropske ciklone zanese na jugozahod, severovzhod in vzhodni del otoka. Vlažnost je običajno višja na jugozahodnem in gorskem območju in je odvisna od sezonskega vzorcev padavin.
Povečanje povprečnih padavin skupaj z močnimi nalivi povzroča ponavljajoče se poplave in s tem povezano škodo na infrastrukturi, oskrbi z energijo in mestnemu gospodarstvu.

### Rastlinstvo in živalstvo
Leži v indo-malajski ekoconi, Šrilanka je med 25 vročimi območji biotske raznovrstnosti na svetu. Čeprav je država sorazmerno majhna, ima v Aziji največjo gostoto biotske raznovrstnosti. Izredno velik delež vrst med njenimi rastlinskimi in živalskimi vrstami predstavlja endemičnih 27% od 3.210 cvetnic in 22% sesalcev. V državi je 24 rezervatov za prosto živeče živali, ki so dom številnih avtohtonih vrst, kot je šrilanški slon (Elephas maximus maximus), leopard (Panthera pardus), termitski medved (Melursus ursinus), edinstvena majhna polopica šrilanški makak (Macaca sinica), različni jeleni, škrlatno sivi langur (Trachypithecus vetulus), ogrožena divja svinja, ježevec (Hystrix indica) in indijski luskavi mravljinčar (Manis crassicaudata).
Cvetoče akacije uspevajo na sušnem polotoku Džafna. Med drevesi sušnih gozdov rastejo dragocene vrste kot je: cejlonski saten (Chloroxylon swietenia), ebenovina, šrilanški železovec (Mesua ferrea), mahagonij in tikovec (Tectona grandis). V mokri coni je tropski zimzeleni gozd z visokimi drevesi, širokim listjem in gosto podrastjo ovijalk in vzpenjalk. Subtropski zimzeleni gozdovi spominjajo na tiste v zmernih podnebjih in uspevajo na večjih višinah.
Narodni park Yala na jugovzhodu ščiti črede slonov, jelenov in pavov. Narodni park Wilpattu na severozahodu, največji park, ohranja habitate številnih vodnih ptic, kot so štorklje, pelikani, ibis in žličarka. Otok ima štiri biosferne rezervate: Bundala, gozdni rezervat Hurulu, Kanneliya-Dediyagala-Nakiyadeniya in Sinharaja. Od teh gozdnih rezervatov v Sinharaji živi 26 endemičnih ptic in 20 vrst deževnega gozda, vključno z izjemno rdečeobrazno malkoho-kukavico (Phaenicophaeus pyrrhocephalus), zeleno kljuna kukavica (Centropus chlororhynchos) in šrilanška modra sraka (Urocissa ornata).
.
Neizkoriščen genski potencial rastlinstva Sinharaja je ogromen. Od 211 lesnih dreves in lian v rezervatu je 139 (66%) endemičnih. Celotna gostota vegetacije, vključno z drevesi, grmičevjem, zelišči in sadikami, je bila ocenjena na 240.000 posameznikov na hektar. Narodni park Minneriya meji na zbiralnik Minneriya, ki je pomemben vir vode za številne slone (Elephas maximus maximus), ki naseljujejo okoliške gozdove. Poimenovan »Srečanje«, to je shod slonov, je mogoče videti ob zbiralniku v pozni sušni sezoni (od avgusta do oktobra). V parku je tudi vrsta mikro-habitatov, ki vključujejo klasično suho cono tropskega monsunskega zimzelenega gozda, debele velikanske bambuse, gričevnate pašnike (patanas) in travišča (talawas).
Šrilanka je dom več kot 250 vrst ptic, ki tukaj gnezdijo. Med Mahaveli programom sedemdesetih in osemdesetih let 20. stoletja je na severu Šrilanke vlada zagotovila štiri površine zemljišč v skupni višini 1.900 km2 za narodne parke. Gozdni pokrov, ki je leta 1920 znašal približno 49%, se je do leta 2009 zmanjšal na približno 24%.

### Administrativne enote
Za upravne namene je Šrilanka razdeljena na devet pokrajin in petindvajset okrožij.
Pokrajine obstajajo že od 19. stoletja, vendar pa niso imele pravnega statusa do leta 1987. Vsak pokrajinski svet je avtonomni organ, ki ni podrejen nobenemu ministrstvu. Toda oblast nad zemljo in policijo praviloma nimajo pokrajinski sveti. Med letoma 1989 in 2006, sta se severna in vzhodna pokrajina začasno združili. Pred letom 1987 so vse upravne naloge za pokrajine opravljale okrožne javne uprave, ki so bile vzpostavljene že v kolonialnem obdobju. Sedaj vsako pokrajino vodi neposredno izvoljen pokrajinski svet:
| Osrednja         | Kandi        | 5.674  | 2.556.774 |
| Zahodna          | Trincomalee  | 9.996  | 1.547.377 |
| Severna osrednja | Anuradhapura | 10.714 | 1.259.421 |
| Severna          | Džafna       | 8.884  | 1.060.023 |
| Severozahodna    | Kurunegala   | 7.812  | 2.372.185 |
| Sabaragamuwa     | Ratnapura    | 4.902  | 1.919.478 |
| Južna            | Galle        | 5.559  | 2.465.626 |
| Uva              | Badulla      | 8.488  | 1.259.419 |
| Zahodna          | Kolombo      | 3.709  | 5.837.294 |

## Gospodarstvo
Po mnenju Mednarodnega denarnega sklada je BDP Šrilanke v smislu paritete kupne moči drugi le za Maldivi v regiji južne Azije glede na dohodek na prebivalca.
V 19. in 20. stoletju je Šrilanka postala plantažno gospodarstvo, znano po proizvodnji in izvozu cimeta, kavčuka in cejlonskega čaja, ki znana blagovna znamka nacionalnega izvoza. Razvoj sodobnih pristanišč pod britansko vlado je postavil strateški pomen otoka kot trgovskega središča. Od leta 1948 do leta 1977 je socializem močno vplival na gospodarsko politiko vlade. Kolonialni nasadi so bili razpuščeni, industrija nacionalizirana in vzpostavljena socialna država. Leta 1977 je država uvedla svobodno tržno gospodarstvo, ki je vključevala privatizacijo, deregulacijo in pospeševanje zasebnega podjetništva [129].
Povečal se je pomen predelave hrane, tekstila, telekomunikacij in financ. Glavni gospodarski sektorji države so turizem, izvoz čaja, oblačila, proizvodnja riža in drugi kmetijski proizvodi. Poleg teh gospodarskih sektorjev, čezmorsko zaposlovanje, zlasti na Bližnjem vzhodu, vključuje znatno več tuje menjave.
Storitveni sektor je leta 2010 znašal 60% BDP, industrijski sektor 28%, kmetijski sektor pa 12%. Zasebni sektor predstavlja 85% gospodarstva, Indija je največji trgovinski partner Šrilanke. Med pokrajinami obstajajo gospodarske razlike, Zahodna pokrajina prispeva 45,1% BDP, južna provinca in osrednja pokrajina prispevata 10,7% oziroma 10%. 22,9-odstotna je bila rast BDP v letu 2010.
Cestno omrežje Šrilanke sestavljata avtocestna odseka A 35 in dva odseka s kontroliranim dostopom (E01) in (E03). Železniško omrežje, ki ga upravlja državni nacionalni železniški prevoznik, se razteza na 1.447 kilometrih. Šrilanka ima tudi tri globokomorska pristanišča, in sicer v Kolombo, Galle in Trincomalee, poleg najnovejšega pristanišča, ki se gradi na območju Hambantota. Pristanišče v Trincomalee je peto največje naravno pristanišče na svetu: med drugo svetovno vojno so Britanci izjavili, da lahko ves čas preživijo v pristanišču z rezervno sobo. Letalski prevoznik na Šrilanki je prevoznik družbe SriLankan Airlines. Z dodelitvijo 20 mio $ iz ZDA in pomoči s Kitajske je bila ustanovljena vesoljska akademija za razvoj domačega vesoljskega programa za uvedbo satelitov drugih držav in Šrilanke. Namen te dvojne uporabe lansirne tehnologije je tudi uporaba raketne tehnologije. 26. septembra 2012 je Kitajska lansirala prvi šrilanški satelit z načrti za več v prihodnjih letih.

## Demografija
Šrilanka je 57. najbolj naseljena država na svetu z 20.277.597 prebivalci in letno stopnjo rasti prebivalstva za 0,73 %. Gostota prebivalstva je najvišja v zahodni Šrilanki, zlasti v in okoli prestolnice. Singalci predstavljajo največjo etnično skupino v državi s 74,8 % celotnega prebivalstva.
Šrilanški Tamilci so druga večja etnična skupina na otoku z 11,2 %. Šrilanški Mavri obsegajo 9,2 %. Tamilci indijskega porekla so bili v državo pripeljani kot delavci, ki so za britanske koloniste delali na plantažah. Skoraj 50 % jih je bilo repatriiranih po osamosvojitvi leta 1948. Odlikujejo se od avtohtonih tamilskih prebivalcev, ki prebivajo na Šrilanki od antičnih časov. Obstajajo tudi majhne etnične skupine, kot so Burgerji (mešanica evropskega porekla) in Malezijci iz jugovzhodne Azije. Majhna populacija Vedda ljudi je prvotna avtohtona skupina naseljena na otoku.

### Jeziki
Singalščina in tamilščina sta uradna jezika Šrilanke. Ustava opredeljuje angleščino kot povezovalni jezik. Angleščina se pogosto uporablja za izobraževalne, znanstvene in poslovne namene. Člani skupnosti Burger govorijo variantne oblike portugalske kreolščine in nizozemščine z različnim znanjem, medtem ko člani malajske skupnosti govorijo obliko malajske kreolščine, ki je edinstvena za otok.

### Religija
| Religije na Šrilanki (Pew Research)        | Religije na Šrilanki (Pew Research) | Religije na Šrilanki (Pew Research) | Religije na Šrilanki (Pew Research) | Religije na Šrilanki (Pew Research) |
| ------------------------------------------ | ----------------------------------- | ----------------------------------- | ----------------------------------- | ----------------------------------- |
| religion                                   | religion                            |                                     | percent                             | percent                             |
| Budizem                                    | Budizem                             |                                     | 70%                                 | 70%                                 |
| Hinduizem                                  | Hinduizem                           |                                     | 13%                                 | 13%                                 |
| Islam                                      | Islam                               |                                     | 10%                                 | 10%                                 |
| Krščanstvo                                 | Krščanstvo                          |                                     | 7%                                  | 7%                                  |
| drugo                                      | drugo                               |                                     | 0.04%                               | 0.04%                               |
| Vir: Popis prebivalstva in stanovanj, 2011 |                                     |                                     |                                     |                                     |

Šrilanka je večverska država. Budisti predstavljajo 70 odstotkov prebivalstva, s prevladujočo šolo teravada. Večina budistov je iz singalske etnične skupine. Budizem je na Šrilanko v 2. stoletju pred našim štetjem prinesel budistični menih Mahinda. Drevo Bodi, pod katerim je Buda dosegel razsvetljenje, je bilo istočasno pripeljano na Šrilanko. Pali kanon (Tripitakaja), ki je bil najprej zavezan pisanju na Šrilanki okoli 30 pr. n. št..
Šrilanški narod ima najdaljšo neprekinjeno zgodovino budizma med vsemi pretežno budističnimi narodi, s skupino Sangha, ki je obstajala v veliki meri neprekinjene linije od njegove uvedbe v 2. stoletju pr. n. št.. V obdobjih upadanja je bil v stiku s Tajsko in Burmo obnovljen. Budizem je priznan v ustavi, ki od Šrilanke zahteva, da »ščiti in vzpodbuja Buda Sasano«.
Hinduizem je druga najpomembnejša vera. Danes hinduizem prevladuje v severni, vzhodni in osrednji Šrilanki. Hindujci so v glavnem Tamilci.
Islam je tretja najpomembnejša vera v državi, ki so jo pred več stoletji prvič prinesli arabski trgovci, in se je začela okrog 7. stoletja. Večina muslimanov je sunitov, ki sledijo šafijski šoli. Zdi se, da je večina privržencev islama na Šrilanki danes potomcev teh arabskih trgovcev, poročenih z lokalnimi ženskami.
V začetku 16. stoletja je krščanstvo prišlo do države prek zahodnih kolonistov. Okoli 7,4% prebivalstva Šrilanke je kristjanov, od tega jih je 82% katolikov, ki svojo versko dediščino izsledijo neposredno do Portugalcev. Preostali kristjani so enakomerno razdeljeni med anglikansko cerkev in drugimi protestantskimi ločinami.
Zato je majhna populacija zoroastrijanskih priseljencev iz Indije (Parsis), ki so se naselili na Cejlonu v času britanske vladavine, vendar se je ta skupnost v zadnjih letih zmanjšala. Religija ima pomembno vlogo v življenju in kulturi Šrilanke. Budistična večina vsak mesec meri dneve Poya po lunarnem koledarju, hindujci in muslimani pa častijo svoje praznike. V Gallup anketi 2008, se je Šrilanka uvrstila kot tretja najbolj verska država na svetu, z 99% Šrilančani, ki so rekli, da je vera pomemben del njihovega vsakdanjega življenja.

## Promet
Šrilanka ima obsežno cestno omrežje za notranji prevoz. Z več kot 100.000 km asfaltiranih cest, ima eno največjih gostot na svetu (1,5 kilometra tlakovane ceste na vsakih 1 km2 zemlje). Avtoceste E-razreda so najnovejši dodatek cestnemu omrežju Šrilanke.
Ceste A in B so nacionalne (arterialne) ceste, ki jih upravlja organ za razvoj cest, C in D ceste so pokrajinske ceste, ki spadajo v pristojnost pokrajinskega organa za razvoj cest. Druge ceste so lokalne ceste, ki spadajo pod lokalno oblast.
Železniško omrežje Šrilanke sestavljajo glavne proge, obalne linije in notranje linije. Poleg tega imajo še zračni in vodni promet.

## Kultura
Kultura Šrilanke je stara že več kot 2500 let. Prvenstveno jo zaznamujeta budizem in hinduizem. Šrilanka je dom dveh glavnih tradicionalnih kultur: singalske (osredotočena v starodavnih mestih Kandi in Anuradhapura) in tamilske (osredotočena na mesto Džafna). V novejših časih je britanska kolonialna kultura vplivala tudi na domačine. Šrilanka uveljavlja demokratično tradicijo nekaj drugih držav v razvoju.
Prvo tamilsko priseljevanje je bilo verjetno okrog 3. stoletja pred našim štetjem. Tamilci so sobivali s Singalci in se tudi mešali. Antična Šrilanka je poznana po svojem razvoju hidravličnega inženirstva in arhitekture. Bogata kulturna tradicija je osnova dolgega obstoja države, naprednih zdravstvenih standardov in visoke stopnje pismenosti.

### Hrana in praznovanja
Jedi so riž in curry, pitu, kiribat, polnozrnat roti, riževe testenine, wattalapam (bogat puding malajskega porekla iz kokosovega mleka, jaggery, indijskih oreškov, jajc in začimb, vključno cimet in muškatni orešček), kotu in apam (palačinke). Nangka včasih lahko nadomesti riž. Tradicionalna hrana je postrežena na rastlinskem ali lotusovem listu.
Bližnjega vzhoda vplive in navade najdemo v tradicionalnih mavrskih jedeh, medtem ko so nizozemski in portugalski vplivi razširjeni pri meščanih, ki ohranjajo svojo kulturo s pomočjo tradicionalnih jedi kot je lamprais (v juhi kuhan riž in pečen v bananinem listu), breudher (nizozemski biskvit) in Bolo Fiado (torta v portugalskem slogu).
V aprilu šrilančani praznujejo budistično in hindujsko novo leto. Esala perahera je simboličen budistični praznik sestavljen je iz plesov in okrašenih slonov v Kandiju v juliju in avgustu. Sestavni del praznovanja so ples z ognjem, bičem, kandijski ples in razni drugi. Kristjani praznujejo božični dan 25. decembra in veliko noč. Tamilci praznujejo tajski Pongal in Maha Shivaratri, muslimani praznujejo Hadž in Ramadan.